# 陶原町
陶原町（とうげんちょう）は、愛知県瀬戸市陶原連区の町名。現行行政地名は陶原町1丁目から6丁目。

## 地理
- 瀬戸市の中央部に位置する[8]。西を共栄通、北を追分町・京町・山脇町、東を幸町・東権現町、南を西権現町・熊野町・東吉田町と隣接している[8]。
- 中央を東西に国道が走り、中心地は新開地と呼ばれる。専門店や会社事務所が並んでいる[8]。

### 河川
- 瀬戸川[8] ： 町の北端の町境付近を西流している。
- 西茨川（瀬戸川支流） ： 町の東端部を暗渠で北流し[9]、瀬戸川に注ぎ込んでいる。

- 瀬戸川（陶原町・陶本町境）
- 瀬戸川と西茨川の合流点[注釈 4]

### 学区
市立小・中学校に通う場合、学区は以下の通りとなる。また、公立高等学校普通科に通う場合の学区は以下の通りとなる。
| 町丁・丁目  | 番・番地等 | 小学校             | 中学校               | 高等学校 |
| ----------- | ---------- | ------------------ | -------------------- | -------- |
| 陶原町1丁目 | 全域       | 瀬戸市立陶原小学校 | 瀬戸市立水無瀬中学校 | 尾張学区 |
| 陶原町2丁目 | 全域       | 瀬戸市立陶原小学校 | 瀬戸市立水無瀬中学校 | 尾張学区 |
| 陶原町3丁目 | 全域       | 瀬戸市立陶原小学校 | 瀬戸市立水無瀬中学校 | 尾張学区 |
| 陶原町4丁目 | 全域       | 瀬戸市立陶原小学校 | 瀬戸市立水無瀬中学校 | 尾張学区 |
| 陶原町5丁目 | 全域       | 瀬戸市立陶原小学校 | 瀬戸市立水無瀬中学校 | 尾張学区 |
| 陶原町6丁目 | 全域       | 瀬戸市立陶原小学校 | 瀬戸市立水無瀬中学校 | 尾張学区 |

## 歴史

### 沿革
- 1942年（昭和17年）1月9日 - 瀬戸市大字瀬戸字西犬塚・森・清水田の各一部と同市大字今字吉田の一部[注釈 5]により、同市陶原町として成立[2]。

## 世帯数と人口
2024年（令和6年）1月1日現在の世帯数と人口は以下の通りである。
| 町丁・丁目  | 世帯数  | 人口    |
| ----------- | ------- | ------- |
| 陶原町1丁目 | 59世帯  | 86人    |
| 陶原町2丁目 | 95世帯  | 195人   |
| 陶原町3丁目 | 61世帯  | 123人   |
| 陶原町4丁目 | 154世帯 | 380人   |
| 陶原町5丁目 | 49世帯  | 108人   |
| 陶原町6丁目 | 116世帯 | 190人   |
| 計          | 534世帯 | 1,082人 |

### 人口の変遷
国勢調査による人口の推移
| 1995年（平成7年）  | 1,371人 | [ 12 ] |  |
| 2000年（平成12年） | 1,252人 | [ 13 ] |  |
| 2005年（平成17年） | 1,150人 | [ 14 ] |  |
| 2010年（平成22年） | 1,217人 | [ 15 ] |  |
| 2015年（平成27年） | 1,162人 | [ 16 ] |  |
| 2020年（令和2年）  | 1,070人 | [ 17 ] |  |

### 世帯数の変遷
国勢調査による世帯数の推移。
| 1995年（平成7年）  | 473世帯 | [ 12 ] |  |
| 2000年（平成12年） | 439世帯 | [ 13 ] |  |
| 2005年（平成17年） | 440世帯 | [ 14 ] |  |
| 2010年（平成22年） | 484世帯 | [ 15 ] |  |
| 2015年（平成27年） | 459世帯 | [ 16 ] |  |
| 2020年（令和2年）  | 472世帯 | [ 17 ] |  |

## 交通

### 鉄道
町内に鉄道は走っていない。最寄り駅は名鉄瀬戸線尾張瀬戸駅・瀬戸市役所前駅になる。

### バス
名鉄バス「本地ヶ原線」
- 【36】名鉄バスセンター - 引山 - 四軒家 - 本地ヶ原 - 瀬戸駅前 系統 ： 新開地バス停・瀬戸市役所南バス停（名鉄バスセンター方面乗り場）
- 【50】【51】【52】藤が丘 - 愛知医科大学病院 - 本地ヶ原 - 瀬戸駅前 系統 ： 新開地バス停・瀬戸市役所南バス停（藤が丘方面乗り場）

名鉄バス「東山線」
- 【43】【44】藤が丘 - 岩作 - 本地口 - 瀬戸駅前 系統 ： 新開地バス停

- 新開地バス停
- 瀬戸市役所南バス停

### 道路
国道363号・愛知県道61号名古屋瀬戸線（重複区間） ： 町の中央部を東西に貫くように通っている。
※町の中央部にある新開地交差点から南に延びる市道新開地赤重線が、かつては県道であった。

## 施設
- 瀬戸簡易裁判所[8] ： 管轄区域は、瀬戸市・尾張旭市・長久手市[18]。
- 瀬戸陶原郵便局[8] ： 窓口は平日のみ、ATMは土曜も営業[19]。駐車場は3台[19]。
- 愛知県陶磁器工業協同組合[8] ： 1926年（大正15年）に瀬戸陶磁器工業協同組合として発足[20]。以後4回にわたる改組を経て現在に至る。瀬戸陶磁器会館内にある[20]。
- 愛知県大気汚染測定局 ： 県内の大気汚染の状況を把握するために常時監視している施設[21]。自動車排出ガスから窒素酸化物や光化学オキシダント等を測定している[22]。
- 瀬戸市立西保育園 ： 1948年（昭和23年）に開園し、1957年（昭和32年）に現在地に移転[23]。1980年（昭和55年）に現在の建物に改築する[23]。定員135名。障害児保育にも対応[24]。
- 瀬戸市消防団 陶原分団 ： 1985年（昭和60年）竣工[25]。陶原連区全域と原山台連区のほとんどの地域を分団の区域としている[26]。
- 青和会 中央病院[8] ： 1963年（昭和38年）開設[27]。瀬戸市の中核病院[27]。
- 名古屋銀行 瀬戸支店 ： 金融機関（店舗）コードは0543（232）[28]。窓口は平日のみ、ATMは土日祝も営業[28]。
- 瀬戸信用金庫 十三橋支店[8] ： 金融機関（店舗）コードは1554（006）[29]。窓口は平日のみ、ATMは土日祝も営業[29]。1942年（昭和17年）開設[29]。
- 中日新聞瀬戸陶原専売所 伊藤新聞店
- 朝日新聞サービスアンカーASA瀬戸
- 読売センター瀬戸
- 清水温泉 ： 1954年（昭和29年）創業[30]。一番人気はジェットバス[30]。瀬戸市に残る唯一の銭湯。
- 梶田絵具店 ： 1932年（昭和7年）創業[31]。陶磁器用の上絵具や下絵具、釉薬用原材料、絵付け筆などを販売[31]。
- アンデス洋菓子店 ： 1965年（昭和40年）からずっと地元民に愛され続けているパティスリー[32]。店内にはテーブル席も完備[32]。
- 喜楽 梅むら ： 大正初期創業の日本料理店[33]。カウンター席と座敷個室があり、シーンに合わせて利用できる[33]。
- 波多野耕文堂 ： 文房具店からヤマハ音楽教室のグループレッスン・個人レッスンなどを行っている[34]。
- talo-K ： エクステリアの販売・施工、外構工事を行うほか、セレクト雑貨を扱う店舗も併設[35]。
- 瀬戸市陶原中央児童遊園 ： 1丁目にある公園。ブランコ・すべり台・雲梯・鉄棒がある。
- 陶原児童遊園 ： 5丁目にある小さな公園。ブランコ・すべり台・鉄棒がある。

- 瀬戸簡易裁判所
- 瀬戸陶原郵便局
- 愛知県陶磁器工業協同組合
- 愛知県大気汚染測定局
- 瀬戸市立西保育園
- 瀬戸市消防団 陶原分団
- 青和会 中央病院
- 名古屋銀行 瀬戸支店
- 瀬戸信用金庫 十三橋支店
- 中日新聞瀬戸陶原専売所
伊藤新聞店
- 朝日新聞サービスアンカーASA瀬戸
- 読売センター瀬戸
- 清水温泉
- 梶田絵具店
- アンデス洋菓子店
- 喜楽 梅むら
- 波多野耕文堂
- talo-K
- 瀬戸市陶原中央児童遊園
- 陶原児童遊園

## その他

### 日本郵便
- 郵便番号 : 489-0805[6]（集配局：瀬戸郵便局[36]）。